# Maximilian Grimmeiß
Maximilian „Max“ Grimmeiß (* 27. Februar 1893 in Erlangen; † 31. März 1972 ebenda) war ein deutscher Offizier, zuletzt General der Artillerie der Wehrmacht.

## Leben
Max Grimmeiß trat am 1. Oktober 1912 als Einjährig-Freiwilliger seinen Militärdienst in der bayerischen Armee an. Nach seiner Entlassung im März 1913 nahm er ein Medizinstudium auf. Während dem Studium erwarb er eine lebenslange Mitgliedschaft beim Corps Baruthia.  Mit Beginn des Ersten Weltkrieges meldete er sich am 3. September 1914 als Freiwilliger und trat am 1. Oktober 1914 als Fahnenjunker in die bayerische Armee ein. Am 31. März 1915 wurde er im 10. Feldartillerie-Regiment ohne Patent zum Leutnant befördert und war 1917 auch noch im Regiment.
Grimmeiß wurde in die Reichswehr übernommen. Dort am 1. Juni 1927 zum Hauptmann befördert, war er 1930 in der Abwehrabteilung (Abw) im Reichswehrministerium in Berlin. Insgesamt war er vom 1. Oktober 1927 bis 31. März 1931 beim Reichswehrministerium, u. a. als Leiter der Abwehr I.
In der Wehrmacht wurde er im Generalstab des XI. Armeekorps eingesetzt. Ab 1. August 1936 Oberstleutnant kam er von dort ab 1. Oktober 1938 als Kommandeur des Artillerie-Regiments 78 (Jena) zum Einsatz. Am 1. März 1939 wurde er Oberst.
Als Oberst war er vom 26. August 1939 bis 10. September 1939 Chef des Generalstabes beim XII. Armeekorps. Anschließend war er bis Januar 1941 in der gleichen Position beim IX. Armeekorps. Vom 15. Januar 1941 bis 21. November 1941 war er Chef des Generalstabes der neu aufgestellten 15. Armee. Vom 1. Januar 1942 bis 30. Oktober 1944 war er vom OKH als General des Heeres zum Reichsmarschall und Oberbefehlshaber der Luftwaffe kommandiert. In dieser Position wurde er am 1. Februar 1942 erst zum Generalmajor und am 1. April 1943 zum Generalleutnant befördert. Er kam in die Führerreserve und er war ab 1. Dezember 1944 zum Wehrkreis XI kommandiert. Am 1. April 1945 zum General der Artillerie befördert wurde er am 21. Januar 1945 Kommandierender General des LXIV. Armeekorps.
Nach dem Krieg wohnte er wieder in seiner Geburtsstadt Erlangen.